# Pachydactylus tigrinus
Pachydactylus tigrinus là một loài thằn lằn trong họ Gekkonidae. Loài này được Van Dam mô tả khoa học đầu tiên năm 1921.